# Muzaffarnagar (dystrykt)
Muzaffarnagar (dystrykt) (Hindi: मुज़फ़्फ़रनगर ज़िला, Urdu: مُظفٌر نگر ضلع) – dystrykt w stanie Uttar Pradesh w północnych Indiach. Dystrykt ten znajduje się w Dywizji Saharanpur. Stolicą jest Muzaffarnagar.